# مارغريت نيكولا
مارغريت نيكولا (بالفرنسية: Marguerite Nicolas)‏ هي منافسة ألعاب القوى فرنسية، (ولدت في Perros-Guirec ‏ في فرنسا 1916 – 2001 م).

## وصلات خارجية
- مارغريت نيكولا على موقع الاتحاد الفرنسي لألعاب القوى (الفرنسية)
- مارغريت نيكولا على موقع اللجنة الأولمبية الدولية (الإنجليزية)
- مارغريت نيكولا على موقع أوليمبيديا (الإنجليزية)